# Erik Carlgren
Erik Carlgren, född den 4 december 1946, svensk f.d. kortdistanslöpare (400 meter). Han utsågs 1977 till Stor grabb nummer 295 i friidrott. Han tävlade för Västerås IK. Erik Carlgren vann två SM-titlar utomhus på 400 meter och innehade 1973 till 1981 det inofficiella svenska rekordet på 400 meter med elektrisk tidtagning. Carlgren har gjort 1.49,2 på 800 meter och 51,77 på 400 meter häck. 

## Friidrottskarriär
1971 vann Erik Carlgren sitt första SM-tecken på 400 meter, med tiden 47,1. Han var vid EM även med i det svenska stafettlaget som kom sjua på 4x400 meter (de andra var Lars Stubbendorff, Michael Fredriksson och Anders Faager).
Han deltog också i det svenska stafettlaget på 4x400 meter vid OS i München 1972. I försöksheatet den 9 september tog man sig vidare på nytt svenskt rekord (för landslaget) med 3.03,1. I finalen den 10 september kom man på sjunde plats, åter på nytt rekord, 3.02,57. Deltagare i laget vid bägge tillfällena var Erik Carlgren, Anders Faager, Kenth Öhman och Ulf Rönner.
1973 vann han ett andra SM-tecken på 400 meter, på 46,1. Den 7 augusti förbättrade han det inofficiella svenska rekordet på 400 m med elektrisk tidtagning (Anders Faager hade det tidigare med 46,29 från 1972), med ett lopp på 46,12. Han förbättrade detta ytterligare till 46,09 den 1 september.
Vid EM i friidrott 1974 kom han sjua på 400 meter på 46,15.
Erik har civilekonomutbildning från Örebro, han arbetade på 70-talet i 3 1/2 år på ASEA som ekonom. Han gick sedan i Göteborg på läkarlinjen med idrottsmedicin som tillval och har varit verksam som läkare 25 år.
Han är specialist i allmänmedicin med specialintresse idrottsmedicin och folkhälsofrågor. Under 90-talet arbetade han under 8 år som hälsohemsdoktor med inriktning på livsstilssjukdomar på Österåsens hälsohem.
Erik jobbar numera som läkare på Johannebergs VC i Härnösand. Han bor på Hemsön utanför Härnösand.[källa behövs]